# アイブリ
アイブリ（合鰤、学名: Seriolina nigrofasciata)は、アジ科に属する海水魚である。1種で単型のアイブリ属 (アイブリぞく、Seriolina) を構成する。全長40-50 cm程度の中型魚で、インド洋と西太平洋の熱帯・亜熱帯域に広く生息し、日本においても南日本でみられる。体側面にみられる黒色の横縞が特徴的で、ブリ属などの近縁の属とは鰓耙が特徴的な瘤状の形態を示すことなどをもとに識別できる。単独で岩礁域を泳ぐ肉食魚で、魚類や甲殻類などを捕食する。食用になる。

## 分類・系統・名称
スズキ目のアジ科に属する約30の属のうちのひとつである、アイブリ属(Seriolina)に属する唯一の種である。
初記載は1829年、ドイツの博物学者エドゥアルト・リュッペルによるものである。彼は本種にNomeus nigrofasciatusという学名を与え、エボシダイ属Nomeusに分類した。その後本種は脇谷洋次郎が創設したアイブリ属Seriolinaに移され、現在に至る。コンラート・ヤコブ・テミンクとヘルマン・シュレーゲルは『日本動物誌』においてSeriola intermediaという種をシーボルトが日本で集めた標本を元に記載し、ブリ属Seriolaに分類しているが、これは現在では本種のシノニムとされている。
このような経緯から現在有効な本種の学名はSeriolina nigrofasciatusである。属名のSeriolinaはブリ属の属名Seriolaに指小辞の"-ina"を加えたものである。種小名のnigrofasciatusはラテン語で「黒い斑紋がある」という意味を持つ。標準和名のアイブリ（合鰤）は、ブリの仲間とそうでない魚の合間で中間的な性質を示すことに由来するとされる。日本における地方名として、他にシホノオバサン（和歌山）、バカ（和歌山）、ハマチ（高知、ブリの中型個体と同じ呼称）などがある。
本種のミトコンドリアゲノムを解読しアジ科内での系統を推定した研究においては、本種は姉妹群の関係にあるブリ属の魚類とともに一つの単系統群を形成すること、そしてこの単系統群がアジ亜科の魚類と姉妹群の関係にあることが示唆された。

## 形態

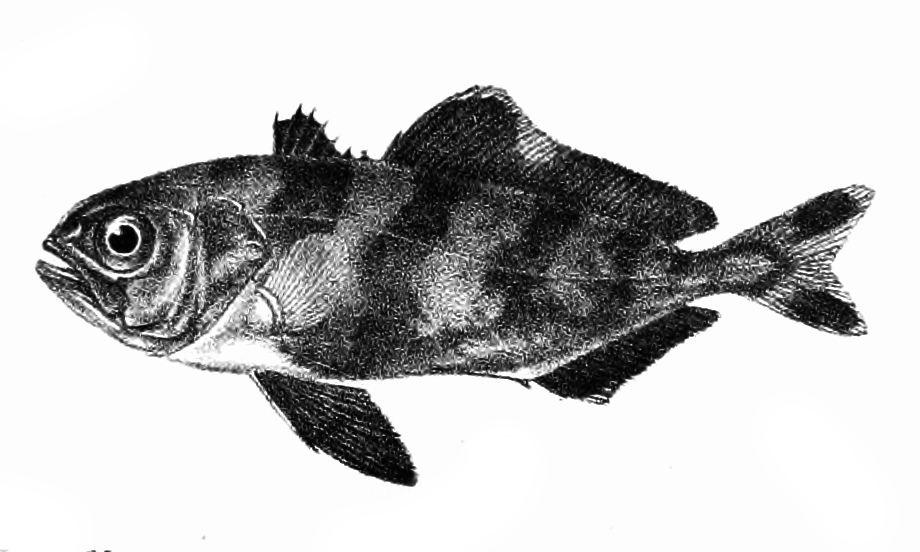
若魚の図版。

### 概要
成魚は最大で全長70 cmに達するが、普通にみられるのは全長40-50 cm程度の個体である。南アフリカでは最大で5.2 kgの個体が釣り上げられたことが記録されている。紡錘形でやや側扁した体型を持つ。体高は体長の1/3から1/4程度で、若い個体ほど高い。口先は丸く鈍くなっている。歯は絨毛状歯で、両顎に幅広く並び帯状になる。鰓耙は特徴的な短く瘤状の形態を呈し、その数も合計10以下と少ない。鱗は頭部をのぞいて全身を覆っており、胸部にも無鱗域はない。側線は前方でわずかに曲線を描くが、曲線部と直走部の境界は明確でない。他の多くのアジ科魚類とは異なり、側線上には稜鱗がない。背鰭は2つの部分に別れ、第一背鰭は7棘条から、第二背鰭は1棘条32軟条からなる。背鰭の棘条は鰭膜で繋がっている。臀鰭は前方に1本の遊離棘条が存在し、それに15-16軟条が続く。臀鰭の起部は第二背鰭の中央よりやや後方に位置する。尾柄部の上下には浅い欠刻がある。尾柄の隆起線は弱い。
体色は青褐色で、腹側ほど淡い。若い個体では体側面には明瞭な灰黒色の横縞が6本入るが、加齢とともにやや不明瞭になる。第一背鰭は黒く、第二背鰭の前方部には暗色班が存在する。腹鰭は暗色である。
全長1-2 cm程度の時点で本種の稚魚は眼が大きく、頭長の37%を占める。また、腹鰭が長く、頭長とほぼ同じ長さで、先端は臀鰭の起部を超える。黒色色素胞が胸鰭の基部と尾柄の末端部をのぞいて体表の全体に濃密に分布する。全長5 cmを超える稚魚では、成魚と同様の6本の横縞が現れ、体幹部ではそれが「く」の字型に湾曲する。

### 近縁属との比較
本種は側線に稜鱗がないこと、第一背鰭が低いが鰭膜で連なること、体型が紡錘形であることなどでブリ属と類似するほか、体色はブリモドキ属に類似するが、鰓耙が退化的で瘤状を呈し数も少ないことから他属と決定的に区別される。仔稚魚については、眼が大きいことや、腹鰭が著しく長く、黒色色素胞が体全体に濃密に分布することの他に、眼の上前方が丸みを帯びていることなどから他のアジ科各属の仔稚魚から明確に区別される。

## 分布
インド洋および西太平洋の熱帯・亜熱帯域に広く分布する。インド洋における生息域は南アフリカ南東岸をはじめとしたアフリカ東岸から紅海、インドまで広がっている。太平洋においては東南アジアや日本、北オーストラリア、ソロモン諸島などでみられる。
日本においては南日本や琉球列島などでみられるが、本州では比較的稀な種である。太平洋岸では茨城県以南で、日本海側でも散発的だが新潟県から山口県までの沿岸でみられる。
水深20-150 mの大陸棚上の岩礁域に生息する。汽水域でみられることもある。

## 生態
群れを作らず、単独で岩礁域を泳ぐ。幼魚は時として海底に静止するような行動をとる。仔稚魚は流れ藻に付随する性質をもつ。肉食魚で、底生魚や甲殻類、頭足類などを捕食する。繁殖生態の詳細は不明である。日本近海では、稚魚が6-9月に出現することが知られている。

## 人間との関係

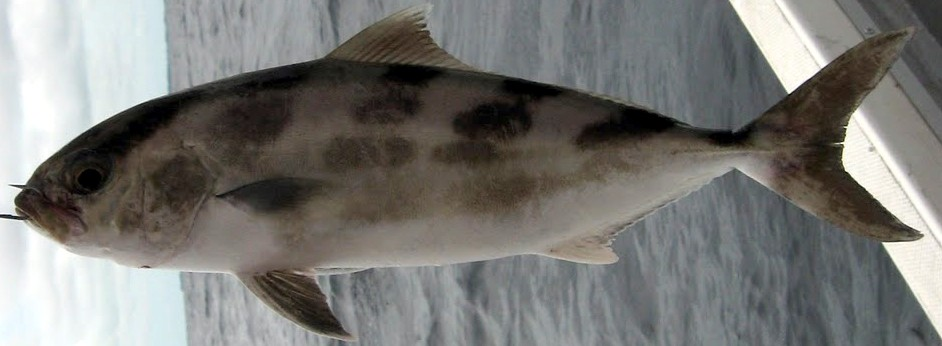
インドネシア・バリで釣り上げられた本種。

漁業の主対象となることは少ないが、一部の地域では相当数が漁獲されており、インドでは水深30-70 mほどで行われるトロール漁で漁獲される主要な魚種のうちの一つである。他にも地引網、刺し網、延縄、スピアフィッシングなどで漁獲される。日本ではまとまって漁獲されることは少ないが、定置網などで漁獲されることがある。釣りの対象にもなる。
食用になる。肉質は柔らかいが癖がなく様々な料理に供される。